# Shape of Despair (album)
Shape of Despair è una raccolta dell'omonima band funeral doom metal, pubblicato nel 2005.

## Tracce
1. Sleeping Murder – 6:09
2. Night's Dew – 4:16
3. Sylvan-Night – 10:23
4. Quiet These Paintings Are/Outro – 12:02
5. To Adorn – 8:52
6. Shadowed Dreams – 9:41
7. In the Mist – 9:52

## Formazione
- Pasi Koskinen – voce nelle tracce 1.
- Natalie Koskinen – voce nelle tracce 1/3/4.
- Jarno Salomaa – chitarra e sintetizzatore
- Tomi Ullgren – chitarra nelle tracce 1/2/3 & basso nelle tracce 4/5/6/7.
- Sami Uusitalo – basso nella traccia 1.
- Samu Ruotsalainen – batteria nelle tracce 1/2.
- Toni Maensivu – voce nelle tracce 3/5/6 & batteria nelle tracce 3/5/6/7.
- Azhemin – voce nella traccia 4